# نمیشه فراموش کرد: یادگاری سفر باشکوه
نمیشه فراموش کرد: یادگاری سفر باشکوه (به انگلیسی: Can't Forget: A Souvenir of the Grand Tour) یک آلبوم اجرای زنده از هنرمند اهل کانادا، لئونارد کوهن است که در سال ۲۰۱۵ میلادی منتشر شد. این آلبوم شامل قطعاتی است که در کنسرت‌های مختلف بین سال‌های ۲۰۱۲ تا ۲۰۱۳ ضبط شده‌اند.